# Markaz al Wāsiţá
Markaz al Wāsiţá (arabiska: مركز الواسطى) är en region i Egypten.   Den ligger i guvernementet Beni Suef, i den centrala delen av landet, 80 km söder om huvudstaden Kairo.